# Honda CBR 600F
Honda CBR 600F – sportowo-turystyczny motocykl Hondy produkowany od 1986 do 2006 roku i produkowany później od 2011 roku. Motocykle zostały wyposażone w czterocylindrowe, rzędowe silniki czterosuwowe chłodzone cieczą z szesnastozaworową głowicą. Model produkowany był w czterech generacjach oznaczanych literami F1 – F4. Bliźniaczy model sportowy – CBR 600RR produkowany od 2003 roku zastąpił w roku 2006 model CBR 600 F4i. Honda wprowadziła ponownie model CBR 600F w 2011 roku, jako uzupełnienie oferty o model sportowy z uniwersalnymi atrybutami.

## Generacje CBR 600F

### F1 (PC19) 1987 - 1988
Pierwsza generacja motocykla, o nazwie handlowej "Hurricane". Została wyposażona w silnik o mocy 85 KM który powstał jako zupełnie nowa jednostka napędowa. Podczas projektowania wywarto duży nacisk na geometrię motocykla, wyważenie pojazdu oraz aerodynamikę. Z tego względu model uzyskał uznanie wśród kierowców. Wadą tego modelu była słaba ochrona kierowcy przed wiatrem.
W pierwszych modelach z 1987 roku zauważono występowanie problemów ze sprzęgłem, które wymagały przeprowadzenia akcji serwisowych. Z tego powodu dokonano wymiany sprzęgła we wszystkich modelach. Po wymianie sprzęgło pracowało płynniej. Przeprowadzenie akcji było odznaczane wybiciem punktu za numerem seryjnym silnika. Modele 1988 i późniejsze mają już zainstalowane nowe sprzęgła.

### F1 (PC23) 1989 - 1990
Motocykl z silnikiem o większej mocy. Zwiększono stopień sprężania do 11,3:1 (poprzednio 11,1:1), zwiększono średnicę gardzieli gaźników, zmieniono czasy rozrządu oraz tłumik wydechu. Moc silnika wynosiła 93 KM. W nadwoziu wprowadzono regulację dźwigni hamulca przedniego i regulację tłumienia odbicia tylnego amortyzatora oraz usunięto gumę stopy podpórki bocznej.
Model PC23 wszedł na rynek USA dopiero w 1990 roku, jednak w amerykańskim modelu PC19 z 1989 roku wprowadzono niewielkie zmiany, m.in. w instalacji zapłonowej.
W modelu 1989 zauważono poważny problem z wężem odpowietrzającym pompy paliwowej. W pewnych warunkach mogło dochodzić do przedostawania się mieszanki paliwowo-powietrznej z odpowietrzników gaźników do węża odpowietrzania pompy paliwa. Mieszanka paliwowo-powietrzna mogła ulec zapaleniu w od iskrzących styków elektrycznych wewnątrz pompy co mogło skutkować szybko rozprzestrzeniającym się pożarem. W celu usunięcia problemu natychmiastowo poddano akcji serwisowej wszystkie modele celem poprawienia ułożenia węża odpowietrzania pompy paliwa.

### F2 (PC25) 1991 - 1994
Druga generacja. Jednostka napędowa została gruntownie przekonstruowana, efektem był bardzo nowoczesny silnik o mocy 100 KM. W nowej jednostce napędowej przeniesiono napęd rozrządu ze środka silnika na prawą stronę, dzięki czemu ułatwiono obsługę oraz wyeliminowano jedno łożysko wału korbowego. Zwiększono średnicę cylindra z 63mm do 65mm i zmniejszono skok tłoka, umożliwiło to zastosowanie większych zaworów w głowicy. Zawory są uruchamiane szklankowymi popychaczami z płytkową regulacją luzu (poprzednio dźwigienkami z ręczną regulacją). Stopień sprężania zwiększono do 11,6:1. Blok silnika z cylindrami stanowi jedną część, jest on również bardziej zwartą konstrukcją. Chłodnicę oleju umieszczono w obiegu cieczy chłodzącej. Zwiększono średnicę gardzieli gaźnika do 36 mm oraz zmieniono układ wydechowy. Zmieniono kształt ramy oraz geometrię podwozia, koła mają szersze ogumienie. Nadwozie uzyskało nowy kształt owiewek. W przednim zawieszeniu zwiększono średnicę rur nośnych przedniego zawieszenia (41 mm zamiast 37 mm) oraz usunięto układ antynurkujący przy hamowaniu (TRAC). Pompę paliwa zastąpiono kranikiem podciśnieniowym.
W 1993 roku wprowadzono regulację tłumienia odbicia przedniego zawieszenia.

### F3 (PC31) 1995 - 1996
Trzecia generacja. Zastosowano nowe owiewki, wprowadzono układ Direct Air Induction (doładowanie dynamiczne układu dolotowego) z charakterystycznymi wlotami powietrza pod przednią lampą, które stanowią atrapę dla wlotów umieszczonych nad chłodnicą. Zwiększono rozmiary chłodnicy i tłumika wydechu. Zmodyfikowano ramę, zastosowano szerszą tylną felgę, pływające tarcze hamulcowe. Powróciła pompa paliwa jak w modelu F1.

### F3 (PC31A) 1997 - 1998
Modyfikacja motocykla. Moc silnika wzrosła do 105 KM. Zastosowano nowy, mikroprocesorowy układ zapłonowy z czujnikiem kąta otwarcia przepustnic. Zmodyfikowano układ Direct Air Induction. Dokonano liftingu, tarcze zegarów koloru białego, zmieniono tylne "ogony" tworzywowe oraz przedni błotnik.

### F4 (PC35) 1999 - 2000
Czwarta generacja motocykla, w której dokonano dużych zmian konstrukcyjnych. Gruntownie przebudowano silnik, podwozie i nadwozie tworząc motocykl o bardziej sportowym niż turystycznym zacięciu. Nowości to:
- Nowa aluminiowa rama o profilu dwukomorowym, zastępująca produkowaną przez 12 lat stalową ramę.
- Zmieniona konstrukcja mocowania osi tylnego wahacza. W nowym modelu silnik oraz wahacz jest mocowany na wspólnej osi, kiedy w starych modelach silnik oraz wahacz mocowany był w trzech osobnych punktach. Zapewnia to większą stabilność oraz zmniejszenie obciążenia przenoszonego na ramę pomiędzy silnikiem a wahaczem.
- Zastosowano nowy tylny wahacz wykonany z aluminium z zastosowaniem technologii grawitacyjnego odlewania aluminium.
- Zmodyfikowano przednie zawieszenie, wprowadzono pełną regulację tłumienia ugięcia i odbicia oraz napięcia wstępnego sprężyny. Średnica rur nośnych zwiększono do 43 mm. Skok zawieszenia wynosi 120 mm.
- Zmieniono mocowanie systemu Pro-Link tylnego zawieszenia. Zbiornik amortyzatora wraz z regulacją umieszczono po lewej stronie motocykla. Układ dźwigniowy jest mocowany do silnika.
- Zmieniono układ hamulcowy.
- Zastosowano lżejsze i szersze trójramienne koła, tylna opona ma rozmiar 180/55-17.
- Układ zapłonowy wyposażono w immobilizer HISS oraz system trójwymiarowej mapy zapłonu.
- Nowy kształt owiewek, zmienione malowanie nadwozia.
- Przedni reflektor wykonano z tworzyw sztucznych w celu redukcji masy, w lampie tylnej zastosowano dwie żarówki w celu poprawy widoczności.
- Zastosowano nowy, w pełni elektroniczny zestaw wskaźników zapewniający lepszą czytelność, jest również dużo lżejszy.
- Lżejszy o 3 kg i bardziej dynamiczny silnik o mocy 110 KM

Modyfikacja silnika przyniosła bardzo duże zmiany.
- Zmniejszono ilość oleju pracującego w silniku z 4,2 l do 3,7 l, wprowadzono okienko kontroli oleju.
- Zmieniono średnicę cylindrów z 65mm do 67mm wraz ze zmniejszeniem skoku tłoka z 45,2 mm do 42,5 mm.
- Zmniejszono tarcie wewnętrzne redukując średnicę czopów wału korbowego. Tuleje żeliwne zastąpiono materiałami ceramicznymi, zmniejszając jednocześnie masę o 600 g.
- Przeprojektowano głowicę, zmniejszono kąt rozchylenia zaworów, kanały ssące poprowadzono o bardziej prostym kształcie.
- Zmodyfikowano układ Direct Air Induction System oraz filtr powietrza.
- Zwiększono średnicę gardzieli gaźników z 36 mm do 36,5 mm.
- Zastosowano zintegrowane cewki WN umieszczone w fajkach świecy.
- Zmodyfikowano układ wydechowy poprawiając osiągi w zakresie średnich obrotów.
- Zastosowano nowy układ Air Injection System doprowadzający świeże powietrze do gazów spalinowych, redukując emisję CO i HC.
- Zastosowano nowe, bardziej kompaktowe sprzęgło, zapewniające lżejszą pracę.
- Poprawiono układ chłodzenia, zmieniono przepływ płynu chłodzącego przez silnik, zwiększono rozmiary chłodnicy, zastosowano mniejszą chłodnicę oleju montowaną pod filtrem oleju (z modelu CBR900RR).
- Zastosowano mniejszy rozrusznik elektryczny o zmniejszonej masie.

### F4i - 2001 - 2006
Kolejna wersja motocykla, w której przede wszystkim zastosowano wtryskowy układ zasilania. Zmieniono owiewki i zmodyfikowano kilka podzespołów. Te zmiany to:
- Zastosowanie układu wtryskowego PGM-FI z przepustnicami o średnicy 38 mm i automatycznym układem rozruchowym (tzw. "ssaniem").
- Zmodyfikowano układ dolotowy.
- Zastosowano nowe irydowe świece zapłonowe.
- Zmieniono przełożenie piątego i szóstego biegu, zastosowano tylną zębatkę większą o jeden ząb.
- Zmodyfikowano układ wydechowy. Na rynek niemiecki wprowadzono także trójdrożny katalizator o nazwie HECS3.
- Zastosowano mocniejszy alternator o wydajności 29 A oraz inny akumulator.
- Wzmocniono aluminiowe odlewy ramy.
- Dokonano niewielkich zmian w zawieszeniu. W przednim widelcu teleskopowym zamieniono stalowy element amortyzatora na aluminiowy, natomiast w tylnym zawieszeniu sprężynę o kolorze żółtym.
- W układzie hamulcowym zastosowano aluminiowe tłoczki zamiast stalowych, zmieniono materiał okładzin ciernych.
- Zastosowano lżejsze obręcze kół.
- Zastosowano nowy, lekki, elektroniczny licznik z wyświetlaczem LCD.
- Zmieniono stylizację nadwozia.

### F4i Sport - 2001 - 2002
Produkowana równolegle z modelem F4i wersja "sportowa" z drobnymi modyfikacjami. Najbardziej zauważalną różnicą jest rozdzielenie wspólnej kanapy kierowcy i pasażera na dwie osobne oraz lakierowanie ramy i wahacza w kolorze czarny mat. Ponadto w modelu Sport usunięto podstawkę centralną, zastosowano inne wałki rozrządu i gniazda zaworów, lżejsze koło zamachowe, podwójne sprężyny zaworów, sprzęgło z dodaną jedną tarczą oraz tylną zębatkę większą o jeden ząb. W 2003 roku wersja ta została zastąpiona przez CBR 600 RR.

### 2011 CBR 600F
Po kilku latach panowania sportowego motocykla CBR 600RR i braku sportowo-turystycznego motocykla w gamie modeli postanowiono przywrócić produkcję CBR 600F, sportowego ale zarazem łatwego w prowadzeniu i bardziej uniwersalnego modelu przeznaczonego dla bardziej i mniej doświadczonych kierowców.
Motocykl powstał na bazie modelu CB 600F Hornet i obudowaniu go w owiewki. Stylistyka nadwozia została zaprojektowana we włoskim oddziale Hondy. Dla odmiany postanowiono zastosować pojedynczy reflektor. Motocykl wyposażono w silnik pochodzący z CBR 600RR z 2007 roku, stosowany również w CB 600F Hornet, jednak silnik bardziej miękko zestrojono, co dało poprawę elastyczności i ułatwiło kierowanie początkującym motocyklistom. Moc silnika wynosi 102 KM przy 12000 obr./min, a maksymalny moment obrotowy 64 Nm przy 10500 obr./min. Zastosowano układ wydechowy "underslung" znany z CBR 1000RR Fireblade i CB 600F Hornet. Rama została wykonana ze stopu aluminium, techniką półpłynnego odlewu grawitacyjnego. Przednie zawieszenie HMAS typu Upside-Down w porównaniu z CBR 600RR zostało bardziej komfortowo zestrojone. Układ hamulcowy ma konwencjonalnie mocowane zaciski hamulcowe, jako opcja dostępna jest wersja z układem Combined ABS.

## Dane techniczne
| Model                            | F1 (PC19)                                                           | F1 (PC23)                                                           | F2 (PC25)                                                                                            | F3 (PC31)                                                             | F3 (PC31A)                                                          | F4 (PC35)                                                             | F4i F4i Sport                                                       | F (PC41) 2011 r.                                                    |
| -------------------------------- | ------------------------------------------------------------------- | ------------------------------------------------------------------- | --- | --------------------------------------------------------------------- | ------------------------------------------------------------------- | --------------------------------------------------------------------- | ------------------------------------------------------------------- | ------------------------------------------------------------------- |
| Silnik                           | czterosuwowy, czterocylindrowy, szesnastozaworowy, chłodzony cieczą | czterosuwowy, czterocylindrowy, szesnastozaworowy, chłodzony cieczą | czterosuwowy, czterocylindrowy, szesnastozaworowy, chłodzony cieczą                                  | czterosuwowy, czterocylindrowy, szesnastozaworowy, chłodzony cieczą   | czterosuwowy, czterocylindrowy, szesnastozaworowy, chłodzony cieczą | czterosuwowy, czterocylindrowy, szesnastozaworowy, chłodzony cieczą   | czterosuwowy, czterocylindrowy, szesnastozaworowy, chłodzony cieczą | czterosuwowy, czterocylindrowy, szesnastozaworowy, chłodzony cieczą |
| Moc                              | 85 KM (63 kW) przy 11000 obr./min 50 KM (37 kW) przy 9000 obr./min  | 93 KM (68 kW) przy 11000 obr./min 50 KM (37 kW) przy 9000 obr./min  | 100 KM (74 kW) przy 12000 obr./min 50 KM (37 kW) przy 9500 obr./min 27 KM (20 kW) przy 9000 obr./min | 98 KM (72 kW) przy 12000 obr./min 34 KM (25 kW) przy 9500 obr./min    | 98 KM (72 kW) przy 12000 obr./min 34 KM (25 kW) przy 9000 obr./min  | 106 KM (78 kW) przy 12500 obr./min 34 KM (25 kW) przy 9000 obr./min   | 109 KM (80 kW) przy 12500 obr./min                                  | 102 KM (75 kW) przy 12000 obr./min                                  |
| Maksymalny moment obrotowy       | 60 Nm przy 9000 obr./min 48 Nm przy 4000 obr./min                   | 63 Nm przy 9500 obr./min 51 Nm przy 4000 obr./min                   | 63 Nm przy 10500 obr./min 48 Nm przy 4500 obr./min 37 Nm przy 4000 obr./min                          | 63 Nm przy 10500 obr./min 48 Nm przy 4500 obr./min                    | 63 Nm przy 10500 obr./min 40 Nm przy 4250 obr./min                  | 65 Nm przy 10500 obr./min 40 Nm przy 4250 obr./min                    | 63 Nm przy 10000 obr./min                                           | 64 Nm przy 10500 obr./min                                           |
| Średnica x skok tłoka            | 63 x 48 mm                                                          | 63 x 48 mm                                                          | 65 x 45,2 mm                                                                                         | 65 x 45,2 mm                                                          | 65 x 45,2 mm                                                        | 67,0 x 42,5 mm                                                        | 67,0 x 42,5 mm                                                      | 67,0 x 42,5 mm                                                      |
| Stopień sprężania                | 11,0:1                                                              | 11,3:1                                                              | 11,6:1                                                                                               | 12,0:1                                                                | 12,0:1                                                              | 12,0:1                                                                | 12,0:1                                                              | 12,0:1                                                              |
| Układ zasilania                  | 4 gaźniki                                                           | 4 gaźniki                                                           | 4 gaźniki                                                                                            | 4 gaźniki                                                             | 4 gaźniki                                                           | 4 gaźniki                                                             | Elektroniczny wtrysk paliwa PGM-FI                                  | Elektroniczny wtrysk paliwa PGM-FI                                  |
| Przełożenie wyprowadzenia napędu | 15/43                                                               | 15/43                                                               | 15/43                                                                                                | 15/43                                                                 | 15/43                                                               | 16/44                                                                 | 16/45 (16/46 Sport)                                                 | 16/43                                                               |
| Ogumienie                        | Przód: 110/80 V17 Tył: 130/80 V17                                   | Przód: 110/80 V17 Tył: 130/80 V17                                   | Przód: 120/60 ZR17 Tył: 160/60 ZR17                                                                  | Przód: 120/60 ZR17 Tył: 160/60 ZR17                                   | Przód: 120/60 ZR17 Tył: 160/60 ZR17                                 | Przód: 120/70 ZR17 (58W) Tył: 180/55 ZR17 (73W)                       | Przód: 120/70 ZR17 (58W) Tył: 180/55 ZR17 (73W)                     | Przód: 120/70 ZR17 Tył: 180/55 ZR17                                 |
| Pojemność zbiornika paliwa       | 16,5 l (w tym 2 l rezerwy)                                          | 16,5 l (w tym 2 l rezerwy)                                          | 16 l (w tym 2,4 l rezerwy)                                                                           | 17 l (w tym 2,7 l rezerwy)                                            | 17 l (w tym 3 l rezerwy)                                            | 17 l (w tym 2,7 l rezerwy)                                            | 18 l (w tym 3,5 l rezerwy)                                          | 18,4 l                                                              |
| Wysokość siedzenia               | 770 mm                                                              | 770 mm                                                              | 810 mm                                                                                               | 810 mm                                                                | 810 mm                                                              | 810 mm                                                                | 805 mm                                                              | 800 mm                                                              |
| Masa (bez płynów)                | 182 kg                                                              | 182 kg                                                              | 185 kg                                                                                               | 185 kg                                                                | 186 kg                                                              | 170 kg                                                                | 171 kg (170 kg Sport)                                               | b.d.                                                                |
| Masa (gotowy do jazdy)           | b.d.                                                                | b.d.                                                                | b.d.                                                                                                 | b.d.                                                                  | b.d.                                                                | b.d.                                                                  | b.d.                                                                | 206 kg (211 kg z ABS)                                               |
| Prędkość maksymalna              | 230 km/h (przy 11420 obr./min) 190 km/h (przy 9440 obr./min)        | 233 km/h (przy 11550 obr./min) 190 km/h (przy 9440 obr./min)        | 240 km/h (przy 12330 obr./min) 194 km/h (przy 9970 obr./min) 150 km/h (przy 8510 obr./min - 5 bieg)  | 248 km/h (przy 12740 obr./min) 165 km/h (przy 9360 obr./min - 5 bieg) | 250 km/h (przy 12840 obr./min) 171 km/h (przy 8780 obr./min)        | 260 km/h (przy 12900 obr./min) 174 km/h (przy 9550 obr./min - 5 bieg) | 254 km/h (F) 252 km/h (F Sport)                                     | b.d.                                                                |